# Closteropus herteli
Closteropus herteli là một loài bọ cánh cứng trong họ Cerambycidae.